# 8 Rzeszowski Oddział WOP
 Rzeszowski Oddział WOP nr 8  – oddział w strukturze organizacyjnej Wojsk Ochrony Pogranicza.

## Formowanie i zmiany organizacyjne
Sformowany w 1946 na bazie  8 Oddziału Ochrony Pogranicza. Oddział posiadał sześć komend, 26 strażnic, stan etatowy wynosił 2015 żołnierzy i 14 pracowników cywilnych.
Sztab oddziału stacjonował w Przemyślu. 
W marcu 1947 rozformowano 38 komendę odcinka Zagórze i 39 komendę odcinka Gorlice, a na ich bazie  sformowano Krośnieńską Komendę WOP w Krośnie nad Wisłokiem, którą wraz z 12 strażnicami i 2 PPK: Radoszyce i Łupków podporządkowano bezpośrednio Departamentowi WOP w Warszawie. Jednocześnie rozformowano w oddziale Grupę Manewrową i sformowano Szkołę Podoficerską.
Rozformowany w 1948. Na jego bazie powstała 15 Brygada Ochrony Pogranicza.

## Struktura organizacyjna
W 1946:
- dowództwo sztab i pododdziały dowodzenia
- grupa manewrowa, a od 1947 szkoła podoficerska
- 34 komenda odcinka – Lubaczów
- 35 komenda odcinka – Przemyśl
- 36 komenda odcinka – Olszanica
- 37 komenda odcinka – Baligród
- 38 komenda odcinka – Zagórz (Komańcza)[c]
- 39 komenda odcinka – Gorlice[c]
- Przejściowe punkty kontrolne (PPK): Przemyśl (kolejowy)  Medyka (drogowy), Lubaczów (drogowy), Olszanica (kolejowy), Radoszyce (drogowy) i Łupków (kolejowy)[4].

We wrześniu 1946 stan etatowy oddziału przewidywał: 6 komend, 26 strażnic, 2015 wojskowych i 14 pracowników cywilnych. Po reorganizacji w 1947 było to: 4 komend odcinków, 14 strażnic, 1051 wojskowych i 9 pracowników cywilnych.

## Działania bojowe
W lutym 1947 grupa manewrowa WOP z Wołkowyi ujęła dowódcę czoty UPA „Olecha” zaopatrującego sotnię „Bira” w żywność. Na podstawie uzyskanych od niego informacji zlikwidowano w rejonie Suchych Rzek 12 bunkrów, piekarnię, kuźnię, warsztaty szewskie i krawieckie. Zabito kilku upowców.
W latach 1945–1947 w czasie walk ze zbrojnym podziemiem ukraińskim na terenie powiatów przygranicznych woj. rzeszowskiego poległo 111 żołnierzy WOP, w tym: 14 oficerów, 47 podoficerów i 83 szeregowych.

## Żołnierze oddziału
dowódcy oddziału 
- ppłk Witold Trubny[3]
- ppłk Leon Michalak[3]

oficerowie
- Jan Puławski

## Przekształcenia
8 Oddział Ochrony Pogranicza → 8 Rzeszowski Oddział WOP → 15 Brygada Ochrony Pogranicza → 26 Brygada WOP → Grupa Manewrowa WOP Przemyśl «» Samodzielny Oddział Zwiadowczy WOP Przemyśl → 26 Oddział WOP → 26 Przemyski Oddział WOP → Bieszczadzka Brygada WOP → Bieszczadzki Oddział SG